# Mateus Garcia
Mateus Neuhaus Garcia (Santo Ângelo, 26 marzo 1997) è un giocatore di calcio a 5 brasiliano, in forza alla Pirossigeno Cosenza.

## Carriera
Cresciuto nelle giovanili della squadra cittadina, l'ASAF Futsal, nel 2014 arriva in Italia al Kaos. Durante i primi tre anni alterna la trafila nelle giovanili (dove vince uno scudetto e una supercoppa under 21) a convocazioni in prima squadra. Nel dicembre del 2017 passa in prestito al Real Cefalù, con cui conquista la promozione in A2. Considerato uno dei talenti più promettenti della categoria, nell'estate del 2018 viene acquistato dall'ambizioso Italservice Pesaro, tornando quindi a giocare nella massima serie.

## Controversie
Al termine di un'inchiesta sulla falsificazione dei passaporti tra i calcettisti sudamericani, il 28 febbraio 2018 la sezione disciplinare del Tribunale Federale Nazionale squalificava per un anno Mateus e altri otto tesserati della società SSD Kaos Reggio Emilia Calcio a 5. In seguito al ricorso presentato dalla società emiliana, il 19 aprile seguente la corte federale d'appello annullava tuttavia le sanzioni del TFN.

## Palmarès

### Competizioni nazionali
- Campionato italiano: 1
Italservice: 2018-19
- Campionato di Serie B: 1
Real Cefalù 2017-18 (girone H)

### Competizioni giovanili
- Campionato italiano Under-21: 1
Kaos: 2015-16
- Supercoppa italiana Under-21: 1
Kaos: 2016

Campionato italiano U18 di futsal Kaos Futsal: 2015-16